# Веласкес, Патрисия
Патри́сия Каро́ла Вела́скес Семпру́н (исп. Patricia Carola Velásquez Semprún; 31 января 1971, Маракаибо, Венесуэла) — венесуэльская киноактриса и модель. Более всего известна по фильмам «Ягуар» (1996), «Мумия» (1999), «Мумия возвращается» (2001) и «Охотники за разумом» (2004).

## Биография
Патрисия Веласкес родилась 31 января 1971 года в Маракаибо в семье учителей, она была пятым по счёту из шести детей.
До 4 лет Патрисия Веласкес жила в Париже, потом — в Мехико, где её отец работал по линии ЮНЕСКО.
Родители Патрисии были педагогами и дали ей хорошее образование.
Патрисия Веласкес начинала как танцовщица, но в 17 лет её случайно открыло топ-модельное агентство. В 1988 году она участвовала в дефиле Dolce & Gabbana.
Веласкес снималась в рекламе духов «Allure» от «Chanel», духов «Verino» от «Roberto Verino» и участвовала в каталоге нижнего белья для Victoria's Secret.
В 1989 году участвовала в конкурсе «Мисс Венесуэла», заняв седьмое место. Она работала в Италии, Испании, Франции, Великобритании, Японии, а потом стала первой южноамериканской топ-моделью в Нью-Йорке.
В 1997 году она оставила подиум и начала брать уроки актёрского мастерства.
В феврале 2015 года Патрисия Веласкес выпустила мемуары «Ходи прямо» (англ. Straight Walk), в которых рассказала о своей нелёгкой юности и об отношениях с Сандрой Бернхард, став первой латинской супермоделью, публично признавшей себя лесбиянкой.

## Фильмография
- 1996 — Ягуар / Le Jaguar — Майя
- 1997 — Eruption — Луиса Соарес
- 1999 — Беовульф / Pendra
- 1999 — No Vacancy — Рамона
- 1999 — Мумия / The Mummy — Анк-су-Намун
- 2000 — Committed — Кармен
- 2000 — Фасад / Façade — Хуанита
- 2000 — San Bernardo — Клаудия
- 2000 — Turn It Up — эпизод
- 2001 — Мумия возвращается / The Mummy Returns — Мила Наис/Анк-су-Намун
- 2002 — Фидель / Fidel — Мирта (телесериал)
- 2004 — Охотники за разумом — Николь Уиллис
- 2004 — Сапата / Zapata — El sueño del héroe — Хосефа
- 2004 — The Twelve Days of Christmas Eve — Исабель Фриас (телесериал)
- 2008 — Секс в другом городе / The L Word — Бегонья (телесериал)
- 2011 — Могучий Тор[англ.] / Almighty Thor (реж. Кристофер Рэй) — Ярнсакса
- 2011 — Вечный пепел / Cenizas eternas — Ана
- 2014 — Лис в сентябре / Liz en Septiembre — Лис
- 2016 — Американка / American Girl — Учитель (короткометражка)
- 2019 — Проклятие плачущей / «The Curse of La Llorona» — Патриция Альварес
- 2021 — Злое / Malignant — медсестра Веласкес
- 2021 — Список желаний / Breast Cancer Bucket List — Мег (телефильм)
- 2022 — Грубая сила / Brut Force — Мариэла Викунья
- 2022 — Свобода любой ценой / Free Dead or Alive — Соледад